# Vital Radzivonaw
Vital Viktaravitsj Radzivonaw (Vitebsk, 11 december 1983) is een Wit-Russisch voormalig voetballer die als aanvaller speelde.
Radzivonaw begon bij Lokomotiv-96 Vitebsk en kwam in 2005 via Torpedo Zhodino naar FK BATE. In 2009 speelde hij kort op huurbasis in Duitsland bij SC Freiburg in de 2. Bundesliga. In januari 2018 beëindigde hij zijn loopbaan.
Hij speelde van 2007 tot 2017 voor het Wit-Russisch voetbalelftal.
Begin 2018 werd hij technisch directeur bij BATE. In april 2019 werd hij daar ontslagen. In augustus 2019 werd Radzivonaw teammanager bij FK Energetik-BGU Minsk. Eind maart 2020 werd hij daar ontslagen.

## Erelijst

### Met FK BATE
Vysjejsjaja Liga (12x)
2006, 2007, 2008, 2009, 2010, 2011, 2012, 2013, 2014, 2015, 2016, 2017
Wit-Russische voetbalbeker (3x)
2005–06, 2009–10, 2014–15
Wit-Russische supercup (6x)
2010, 2013, 2014, 2015, 2016, 2017

### Individueel
Topscorer Vysjejsjaja Liga (3x)
2008 (gedeeld met Gennady Bliznyuk), 2013, 2016 (gedeeld met Mikhail Gordeychuk).
Beste aanvaller van de Vysjejsjaja Liga (2x)
2010, 2011
Vysjejsjaja Liga team van het jaar (5x)
2005, 2007, 2008, 2010, 2011
Wit-Russisch voetballer van het jaar
 2012